# Saint-Honorétårta

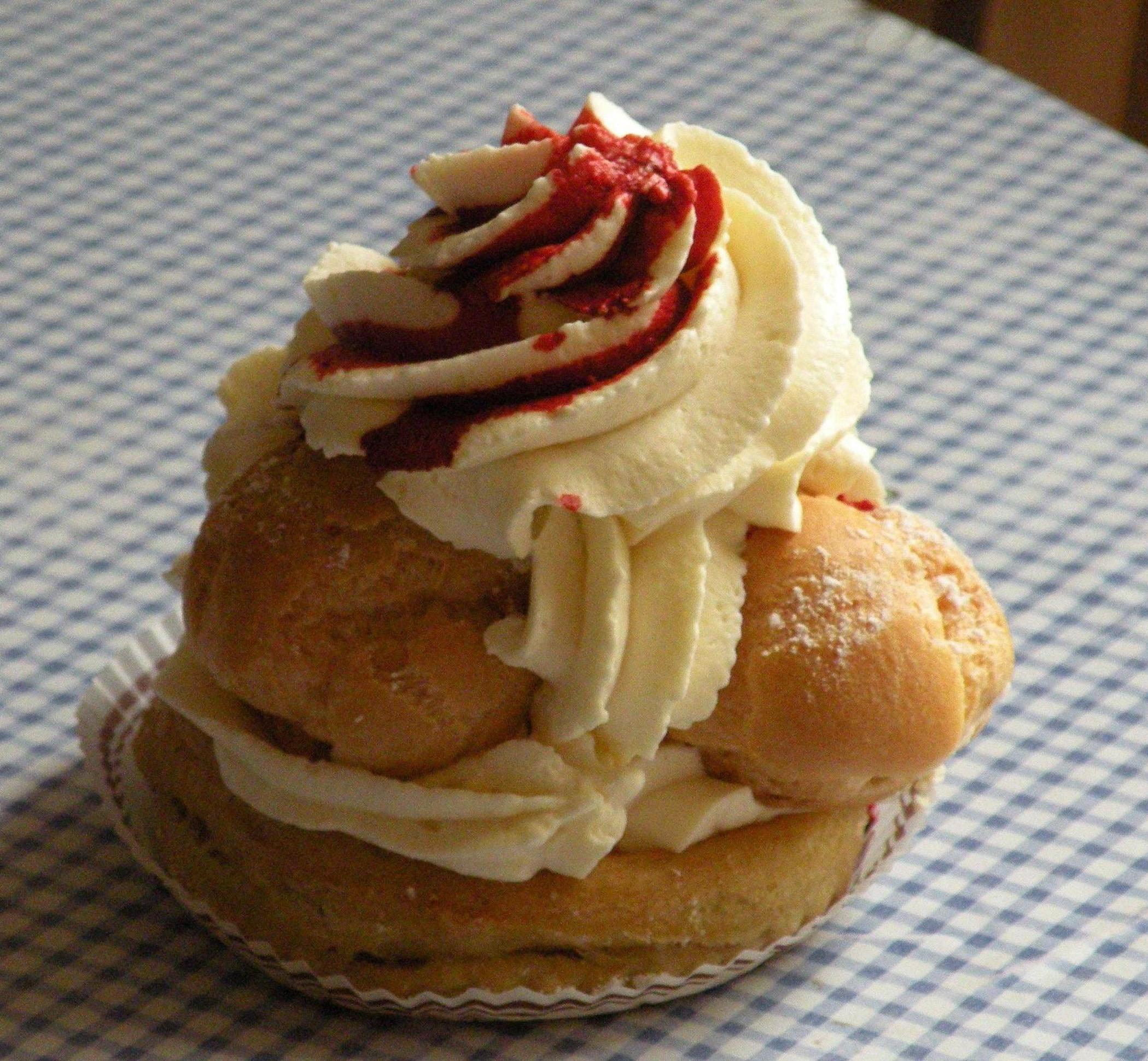
Saint-Honorétårta.

Saint-Honorétårta (franska Gateau Saint-honoré eller bara Saint-honoré) är en fransk tårta.
Tårtan består av en tårtbotten som ofta är gjord av mille-feuille, men kan bestå av smördeg eller mördeg, som garneras med choux-deg ovanpå (franska pâte à choux) innan bakning. Därefter täcks den med vaniljkräm och längs randen sätts små petits-chouxer (som ska innehålla samma vaniljkräm som på tårtbottnen) toppade med karamell, choklad eller sylt. Tårtans hålrum garneras sedan med chiboust-kräm (eller vispad grädde) som spritsas ut.
I boken Le glacier classique et artistique en France et Italie av konditorerna Pierre Lacam och Antoine Charabot sägs Saint-Honoré vara skapad av den parisiske konditorn Chiboust år 1840, och vara inspirerad av en efterrätt från Bordeaux som heter flan suisse. Han gav sin kaka namnet Rue Saint-Honoré, efter gatan i Paris där hans butik var belägen, och samtidigt hyllade han Saint Honoré, den åttonde biskopen av Amiens, som enligt traditionen är bagarnas beskyddare.